# Rosario (Samar do Norte)
Rosario é um município de  quinta classe de renda municipal (d) na província Samar do Norte, nas Filipinas. De acordo com o censo de 1 de maio  de  2020 possui uma população de 10 949 pessoas e 2 438 domicílios.